# Kosmos 2488
Kosmos 2488, ruski komunikacijski satelit iz programa Kosmos. Vrste je Strijela-3M (Rodnik S br. 17 L).
Lansiran je 25. prosinca 2013. godine s kozmodroma Pljesecka u Rusiji. Lansiran je u nisku orbitu oko planeta Zemlje raketom nosačem Rokot/Briz-KM. Orbita mu je 1479 km u perigeju i 1508 km u apogeju. Orbitna inklinacija mu je 82,48°. Spacetrackov kataloški broj je 39483. COSPARova oznaka je 2013-076-A. Zemlju obilazi u 115,84 minute. Mase je 225 kg.
Ovo je vladin-vojni komunikacijski satelit sustava "pohrani-ispusti".
Nekoliko satelita Rodnika poslano je u istoj misiji. Dio Briz-KM br. 72520 se odvojio tijekom misije. Sa satelitima je navodno poslan i jedan nepoznate vrste i namjene.

## Vanjske poveznice
- N2YO.com Search Satellite Database
- Celes Trak SATCAT Format Documentation (engl.)
- Kunstman  Arhivirana inačica izvorne stranice od 12. kolovoza 2019. (Wayback Machine) Satellites in Orbit (engl.)